# Hirasa taiwana
Hirasa taiwana är en fjärilsart som beskrevs av Alfred Ernest Wileman 1912. Hirasa taiwana ingår i släktet Hirasa och familjen mätare. Inga underarter finns listade i Catalogue of Life.